# Zacieranie jajem
Zacieranie jajem – metoda przyrządzania kasz drobnych (głównie kaszy krakowskiej, kaszy manny, nieprażonej gryczanej łamanej) na sypko, polegająca na zatarciu ich białkiem jaja.
Kasze drobne pozbawione są białkowej warstwy, która chroniłaby je przed nadmiernym rozklejaniem podczas gotowania. Mocno nasiąkają wodą, z tego powodu nawet nie płucze się ich przed gotowaniem. Białko jaja, ścinając się podczas gotowania, tworzy wokół cząstek kaszy warstwę ochronną. Dzięki temu kasze drobne można ugotować na sypko, przy jednoczesnym uzyskaniu miękkich i kształtnych ziaren. Dawniej zacieranie kaszy krakowskiej stosowano również po to, by wolniej się psuła, gdyż w młynach mielono ją wilgotną.
Kaszę zacieraną jajem można podać w rosole, uprzednio ją w nim gotując. Dodanie niezatartej kaszy drobnej powoduje zabielenie i zmętnienie rosołu.

## Zacierana kasza krakowska
Według polskich podręczników do gastronomii, kaszę krakowską wpierw należy odsiać. Następnie kaszę miesza się z jajem (dwa białka lub jedno jajo na 1 kg kaszy) przy pomocy drewnianej łyżki. Ziarenka kaszy powinny pokryć się białkiem i nie być pozlepianymi w grudki. Roztartą kaszę rozkłada się cienką warstwą na blasze i suszy w ciepłym piekarniku. Po przestudzeniu kaszę zalewa się wrzątkiem z dodatkiem tłuszczu (niecały 1 g masła lub margaryny na 10 g kaszy) i soli (do smaku), doprowadza ponownie do wrzenia, po czym wstawia do kąpieli wodnej lub piekarnika. Przygotowana w ten sposób kasza to tzw. kasza gryczana po królewsku – przepis ten powstał na dworze Kazimierza III Wielkiego, który był miłośnikiem kaszy gryczanej.
Według dawnych książek kucharskich, zamiast w piecu, kaszkę można zasuszyć na słońcu lub jakimkolwiek innym ciepłym miejscu. Nieugotowaną zacieraną kaszę krakowską można przechowywać w szklanym słoju albo w papierowej torbie.

## Mikołaj Rej
Mikołaj Rej (1505–1569) napisał fraszkę pt. „Krupki iáycy zácyeráne” („Krupki jajami zacierane”):

JEden ſiedzyał zá ſtołem, miał dudy u páſá,
A s pániámi rozmawia goſpodyni náſzá.
Jeſliby chciáły prętko, niż wiecżerzą dają,
Owych krupek co ie więc iáycy zácieráją.
Drugi ſiedząc powiedzyał, chcecieli cżeládzi,
Aby ſie też doſtáło, toć im nie záwádzi.
Niech ten będzye kuchmiſtrzem, będzieć ich obficie,
Boć ie muśi gdzie pewnie zácieráć w korycie.

Jeden siedzyał za stołem, miał dudy u pasa,
A s paniami rozmawia gospodyni nasza.
Jesliby chciały prętko, niż wieczerzą dają,
Owych krupek co ie więc iaycy zacierają.
Drugi siedząc powiedzyał, chcecieli czeladzi,
Aby sie też dostało, toć im nie zawadzi.
Niech ten będzye kuchmistrzem, będzieć ich obficie,
Boć ie musi gdzie pewnie zacierać w korycie.